# Sympistis babi
Sympistis babi là một loài bướm đêm thuộc họ Noctuidae. Nó được tìm thấy ở tây bắc Colorado tới đông nam Utah at altitudes of 4,700 to 5,200 foot.
Sải cánh dài 25–29 mm. Con trưởng thành bay từ tháng 6 đến đầu tháng 7.